# ジゲルマン
ジゲルマン (Digermane) は、化学式 Ge2H6 で表される無機化合物である。ゲルマニウム水素化物の一つであり、無色の液体である。その分子構造はエタンに似ている。

## 合成
ジゲルマンは、1924年にDennis, Corey, Mooreによって最初に合成され、調査された。彼らの方法は、塩酸でマグネシウムゲルマニドを加水分解することである。次の10年で ジゲルマンとトリゲルマンの特性の多くが電子線回折研究を使用して決定された。さらなる検討で化合物の熱分解や酸化などのさまざまな反応の検査が行なわれた。 
ジゲルマンは、二酸化ゲルマニウムを水素化ホウ素ナトリウムで還元することにより、ゲルマンと一緒に生成される。
主な生成物はゲルマンだが、微量のトリゲルマンに加えて、定量可能な量のジゲルマンが生成される。 また、マグネシウム-ゲルマニウム合金の加水分解によっても発生する。 

## 反応
ジゲルマンの反応は、第14族元素の炭素とケイ素の類似化合物との間にいくつかの違いを示す。ただし、熱分解反応に関しては、いくつかの類似点が見られる。ジゲルマンの酸化は、モノゲルマンよりも低い温度で起こる。 反応の生成物である酸化ゲルマニウムは、反応の触媒として作用することが示されている。
これは、ゲルマニウムと他の第14族元素である炭素とケイ素の根本的な違いである (二酸化炭素と二酸化ケイ素は同じ触媒特性を示さない) 。
2Ge2H6 + 7O2 → 4GeO2 + 6H2O
液体アンモニア中では、ジゲルマンは不均化を起こす。アンモニアは弱塩基性触媒として機能する。
反応生成物は、水素、ゲルマン、および固体高分子ゲルマン水素化物である。 
ジゲルマンの熱分解は、複数のステップに従うことが提案されている：
Ge2H6 → 2GeH3
GeH3 + Ge2H6 → GeH4 + Ge2H5
Ge2H5 → GeH2 + GeH3
GeH2 → Ge + H2
2GeH2 → GeH4 + Ge
nGeH2 → (GeH2)n
この熱分解は、ジシランの熱分解よりも吸熱性が高いことが明らかになっている。この違いは、Ge-H結合がSi-H結合より強度が大きいことに起因する。上記のメカニズムの最後の反応に見られるように、ジゲルマンの熱分解は、GeH2グループの重合を誘発する可能性がある。ここで、GeH3は連鎖伝搬体として機能し。分子状水素ガスが放出される。金上でのジゲルマンの脱水素化は、ゲルマニウムナノワイヤの形成につながる。
ジゲルマンはGe2H5ECF3の前駆体である (Eは硫黄またはセレン)。これらのトリフルオロメチルチオおよびトリフルオロメチルセレノ誘導体は、ジゲルマン自体よりも著しく高い熱安定性を持っている。

## 応用
ジゲルマンには限られた数の応用例がある。ゲルマン自体は好ましい揮発性ゲルマン水素化物であり、 一般に、ジゲルマンは主にゲルマニウムの前駆体として使用される。ジゲルマンは、化学気相成長を介してGe含有半導体を堆積するために使用できる。